# Jesco von Puttkamer (General)
Eugen Bernhard Wilhelm Jesko von Puttkamer (* 26. August 1876 in Berlin; † 25. März 1959 in Wiesbaden) war ein deutscher Generalleutnant im Zweiten Weltkrieg. Puttkamer entstammte der pommerschen Adelsfamilie Puttkamer.

## Leben
Jesco von Puttkamer trat nach dem Besuch verschiedener Schulen in Trier, Metz und Wollstein 1896 in das Großherzoglich Mecklenburgische Grenadier-Regiment Nr. 89 ein, wurde 1897 zum Sekondeleutnant befördert.
Er kam 1902 zur Schutztruppe nach Kamerun, wo er zunächst als Adjutant des Kommandos der Schutztruppe eingesetzt wurde. Im Dezember 1903 wurde er als Kompanieoffizier nach Bamenda versetzt und nahm Anfang 1904 an einer Expedition gegen Kongoa und im gleichen Jahr am Krieg gegen die Anyang im Bezirk Ossidinge teil. 1905 bis 1907 war er im Rahmen der Südexpedition an der Unterwerfung des Südostens der Kolonie beteiligt. Von 1908 bis 1911 fungierte er als Gouvernementsadjutant in Buëa. Im Zuge der Inverwaltungnahme Neukameruns besetzte er im Februar 1913 die Station Mbaïki und wurde als Führer der 6. Kompanie Leiter des neugebildeten Bezirks Mittel-Sanga-Lobaje.
Auf der Rückreise nach Europa vom Ausbruch des Ersten Weltkrieges überrascht, gelangte Puttkamer über Brasilien und Norwegen zurück nach Deutschland, schied im Oktober 1914 formell aus der Schutztruppe aus und nahm, zuletzt als Regimentskommandeur, am Feldzug im Westen teil. Zeitweilig war er zur Erledigung von Sonderaufgaben in Sachen Belgisch-Kongo zur Kolonialverwaltung beim Generalkommando in Brüssel kommandiert.
Weihnachten 1918 führte Puttkamer sein Regiment nach Rostock zurück und löste es auf. Aus den Resten formierte er im Januar 1919 das Mecklenburgische Freiwilligen-Bataillon von Puttkamer mit Standort Ludwigslust, das am 1. Mai 1919 in die neue Reichswehr übernommen und der 17. Infanterie-Division unterstellt wurde. In den 1920er Jahren war er Major und Standortältester in Eutin, Kommandeur des Wachregiments Berlin und zuletzt Kommandant des Truppenübungsplatzes Döberitz (ab 1929). Am 31. Januar 1932 wurde er unter Verleihung des Charakters als Generalmajor und der Berechtigung zum Tragen der Generalsuniform verabschiedet. 1933 wurde er reaktiviert, in die Wehrmacht eingereiht und zum Wehrbezirkskommandanten im Kreis Stargard und Prenzlau ernannt. 1936 schied er wieder aus dem aktiven Dienst aus.
Im Zweiten Weltkrieg wurde er erneut reaktiviert und war u. a. Kommandeur des Offiziersgefangenenlagers II A Prenzlau, 1940 des Oflag II C in Woldenberg (Neumark) und Kommandeur der Kriegsgefangenenlager im Wehrkreis XVIII (Kärnten/Salzburg/Steiermark). 1940 avancierte er zum Generalmajor z. V., 1942 zum Generalleutnant z. V. Im August 1942 wurde er endgültig in den Ruhestand versetzt.
Bei Kriegsende wohnte Puttkamer in Neustrelitz, von wo aus er 1952 vor der drohenden Verhaftung durch den NKWD in die Bundesrepublik flüchtete. Zuletzt lebte er in Wiesbaden. Seine ethnographische Sammlung stellte der Rat der Stadt Neustrelitz 1952 dem Institut für Völkerkunde der Humboldt-Universität zu Berlin zur Verfügung.
Der gleichnamige Publizist und Diplomat Jesco von Puttkamer war sein Sohn.

## Auszeichnungen
- Roter Adlerorden IV. Klasse mit Schwertern[1]
- Kronen-Orden IV. Klasse mit Schwertern[1]
- Ritterkreuz des Königlichen Hausordens von Hohenzollern mit Schwertern[1]
- Eisernes Kreuz (1914) II. und I. Klasse[1]
- Verwundetenabzeichen (1918) in Schwarz[1]
- Ritterkreuz II. Klasse des Friedrichs-Ordens[1]
- Hanseatenkreuz Hamburg[1]
- Ritterkreuz des Mecklenburgischen Greifenordens[1]
- Mecklenburgisches Militärverdienstkreuz I. Klasse[1]
- Mecklenburgisches Kreuz für Auszeichnung im Kriege I. Klasse[1]
- Hanseatenkreuz Lübeck[1]